# Tequus ruficeps
Tequus ruficeps – gatunek błonkówki z rodziny Pergidae.

## Taksonomia
Gatunek ten został opisany w 1899 roku przez Friedricha Konowa pod nazwą Acorduleceros ruficeps. Jako miejsce typowe podano Callanga w peruwiańskim regionie Cuzco. Lektotyp (samica) został wyznaczony przez Davida Smitha w 1980 roku. Ten sam autor, w 1990 roku, przeniósł ten gatunek do rodzaju Tequus.

## Zasięg występowania
Ameryka Południowa, znany jedynie z Peru.

## Biologia i ekologia
Rośliną żywicielską jest ziemniak z rodziny psiankowatych.